# Hứa Quang Đạt
Hứa Quang Đạt (giản thể: 许光达; phồn thể: 許光達; bính âm: Xǔ Guāngdá) (19 tháng 11 năm 1908 – 3 tháng 6 năm 1969) là một tướng lĩnh Quân Giải phóng Nhân dân Trung Quốc, được phong quân hàm Đại tướng vào năm 1955. Tên cũ của ông là Hứa Đức Hoa.